# Teideginster
Der Teideginster (Cytisus supranubius, Syn.: Spartocytisus supranubius) ist eine Pflanzenart aus der Gattung Cytisus  und gehört zur Familie der Hülsenfrüchtler (Fabaceae). 

## Beschreibung

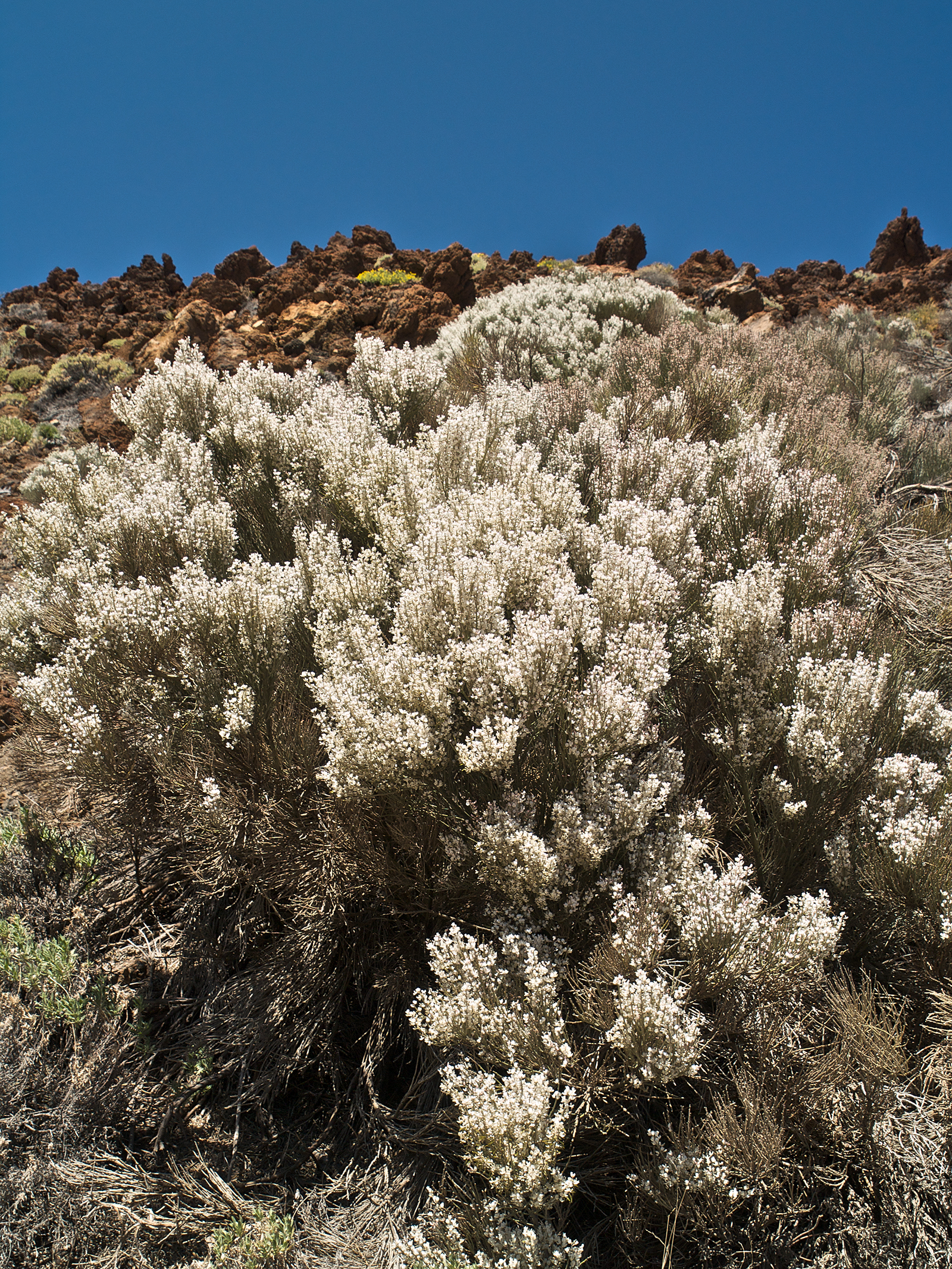
Habitus

Der stark verzweigte Strauch von graugrüner oder grüner Farbe wächst meist in der Form eines Kugelbusches und erreicht Wuchshöhen von bis zu 4 Metern. Auf den aufstrebend wachsenden Ästen befinden sich fast sitzende, kurzlebige Blätter, die aus drei linealischen Teilblättern bestehen. Diese sind unter 5 mm lang und dicht behaart, wodurch sie blassgrau erscheinen. 
Die weißen oder rosa Blüten bilden eine dichte, endständige Traube und duften stark. Das Schiffchen ist zugespitzt. Die Blütenstiele sind gleich lang oder kürzer als der Kelch. Der Kelch ist schwach zweilippig mit kurzen Zähnen und trägt eine angedrückte Behaarung. Die Früchte sind schwarze, behaarte Hülsen, die vier bis sechs Samen enthalten.
Die Blütezeit dauert von Mai bis Juni. 
Die Chromosomenzahl beträgt 2n = 48+0-4B.

## Vorkommen
Der Teideginster wächst nur auf Teneriffa und La Palma als Teil der Hochgebirgsbuschvegetation zwischen 1700 und 2400 Metern. Auf Teneriffa ist er im Bereich der Cañadas del Teide bestandsbildend. Auf La Palma ist er seltener.

## Taxonomie
Der Teideginster wurde 1782 von Carl von Linné (Sohn) in Supplementum Plantarum Seite 319–320 als Spartium supranubium ("supranulium") erstbeschrieben. Die Art wurde 1891 durch Carl Ernst Otto Kuntze in Revisio generum plantarum:vascularium omnium ... Band 1, Seite 178 als Cytisus supranubius (L.f.) O.Kuntze in die Gattung Cytisus gestellt. Ein Synonym ist Spartocytisus supranubius (L.f.) Christ.